# Abschlussprojekt
Ein Abschlussprojekt, auch bekannt als Capstone-Projekt, Synthese- und Abschlussprojekt oder Senior Synthesis, ist ein Projekt, das als abschließende und meist integrative Praxis-Erfahrung eines Bildungsprogramms dient. Diese Projekte sind hauptsächlich in der amerikanischen Pädagogik verbreitet. Obwohl sie sich von einem eher praxisorientierten Abschlussprojekt, einer Fallstudie, der Case Method oder einer praxisorientierten Hochschulausbildung unterscheiden, übernimmt in Bildungssystemen, die vom Commonwealth of Nations, vom Bologna-Prozess oder von anderen europäischen Systemen beeinflusst sind, eine Abschlussarbeit (Thesis) oft diese Rolle. Diese ist jedoch meist theoretischer und akademischer ausgerichtet als das praxis- und industrieorientierte Abschlussprojekt.
Ein Abschlussprojekt kann eine praktische Arbeit, ein Essay, eine wissenschaftliche Arbeit oder ein anderes Dokument sein, das im Rahmen eines Studienabschlusses oder einer beruflichen Qualifikation verfasst wird. Es wird im Format des fachlichen Schreibens erstellt und präsentiert die Perspektive eines Fachmanns im jeweiligen Bereich anstelle der eines akademischen Forschers oder einer Studentin / eines Studenten, die üblicherweise ein wissenschaftliches Schreiben-Format verwenden.
Einige Universitäten und Hochschulen verleihen eine Abschlussprojekt-Auszeichnung oder einen Abschlussprojekt-Preis auf Grundlage der Leistungen im Abschlussprojekt.
Der Begriff leitet sich von der abschließenden dekorativen Abdeckplatte oder dem „Cap-Stone“ ab, der zur Fertigstellung eines Gebäudes oder Denkmals dient. Im Hochschulbereich ist der Begriff „Capstone-Projekt“ seit Mitte des 20. Jahrhunderts in den USA weit verbreitet, obwohl es Hinweise gibt, dass er bereits seit dem späten 19. Jahrhundert in Gebrauch war. In anderen Ländern gewinnt der Begriff zunehmend an Bedeutung, insbesondere dort, wo der Fokus auf Studienergebnissen und der Beschäftigungsfähigkeit von Absolventen liegt.
Nationale Förderprojekte in Australien sowie im Vereinigten Königreich haben das Bewusstsein für die Bedeutung von Abschlussprojekten weiter geschärft.